# Ембалаев, Андрей Николаевич
Андрей Николаевич Ембалаев (род. 3 ноября 1981 года) — украинский боксёр и кикбоксер-профессионал по прозвищу «Гроза», также принимающий участие в соревнованиях по смешанным единоборствам.

## Спортивная карьера

### Кикбоксинг
Ембалаев входил в сборную Украины на чемпионате мира в 2005 году.
23 февраля 2007 года в Харькове состоялся бой Емболаева с Павлом Журавлёвым, который завершился победой последнего единогласным решением. Уже через два месяца Ембалаев вновь встретился в Журавлёвым — на этот раз в финале профессионального турнира во Львове — и проиграл техническим нокаутом, отказавшись продолжать схватку из-за травмы уха.

### Смешанные боевые искусства
Карьеру в смешанных единоборствах Ембалаев начал на турнире в Донецке, прошедшем под эгидой M-1 Global в июле 2009 года. Противником Андрея, представлявшего клуб «Архат», был Давид Ткешелашвили из киевского клуба «Makfight». Поединок завершился быстро: Ембалаев попал в удушающий захват и был вынужден сдаться уже в первом раунде.
В 2010 году уже в составе донецкого клуба «Арис» Ембалаев участвовал в серии командных турниров M-1 Seletion Ukraine 2010. На первом этапе, прошедшем в апреле, Андрею противостоял львовский клуб «Брок» в лице Абдурахмана Нурмагомедова. Нурмагомедов одержал победу в первом раунде, однако эта схватка не вошла в официальный итог клубной встречи, так как боец из «Брока» не был заявлен должным образом. Следующим выступлением Емболаева стал бой с Шамилем Тинагаджиевым в июле, в котором Андрей заменил выбывшего Вячеслава Василевского и который он вновь проиграл, сдавшись в первом раунде.

### Таблицы выступлений

#### Смешанные единоборства
| Бой | Результат | Соперник                | Способ                           | Турнир (место проведения)                            | Дата проведения | Раунд | Время | Примечания |
| --- | --------- | ----------------------- | -------------------------------- | ---------------------------------------------------- | --------------- | ----- | ----- | ---------- |
| 4   | Поражение | Сергей Гузев            | Удушающий приём (удушение сзади) | M-1 Selection Ukraine 2010 — Round 6 ( Киев)         | 06.11.2010      | 1     | 2:13  |            |
| 3   | Поражение | Шамиль Тинагаджиев      | Болевой приём (рычаг локтя)      | M-1 Selection 2010 — Eastern Europe Finals ( Москва) | 22.07.2010      | 1     |       |            |
| 2   | Поражение | Абдурахман Нурмагомедов | Болевой приём                    | M-1 Selection Ukraine 2010 ( Симферополь)            | 29.04.2010      | 1     |       |            |
| 1   | Поражение | Давид Ткешелашвили      | Удушающий приём (удушение сзади) | M-1 — Donbas Open Mix Fight ( Донецк)                | 04.07.2009      | 1     |       |            |